# The King of Crunk & BME Recordings Present: Trillville & Lil Scrappy
The King of Crunk & BME Recordings Present: Trillville & Lil Scrappy è il primo disco inciso dal rapper di Atlanta Lil Scrappy, disco inciso col gruppo Trillville e prodotto dal beatmaker statunitense Lil Jon, disco uscito in due versioni una volta col titolo The King Of Crunk & BME Reconrdings Present: Lil Scrappy ed un'altra volta col titolo The King Of Crunk & BME Reconrdings Present: Trillville, disco del febbraio 2004.

## Tracce

### Lil Scrappy
| Traccia | Titolo                                    | Partecipanti             |
| ------- | ----------------------------------------- | ------------------------ |
| 1       | "Crank It"                                | Lil Scrappy              |
| 2       | "What the Fuck"                           | Lil Scrappy              |
| 3       | "Head Bussa"                              | Lil Scrappy & Lil Jon    |
| 4       | "Bootleg"                                 | Lil Scrappy              |
| 5       | "No Problem"                              | Lil Scrappy              |
| 6       | "Dookie Love Public Service Announcement" | Lil Scrappy              |
| 7       | "F.I.L.A."                                | Lil Scrappy & Lil Jon    |
| 8       | "Crunk Radio"                             | Lil Scrappy              |
| 9       | "Diamonds in My Pinky Ring"               | Lil Scrappy & Trillville |
| 10      | "Be Real"                                 | Lil Scrappy & Bo Hagon   |

### Trillville
| Traccia | Titolo                        | Partecipanti                          |
| ------- | ----------------------------- | ------------------------------------- |
| 1       | "Trillville Radio"            | Trillville                            |
| 2       | "Neva Eva'"                   | Trillville, Lil Jon & Lil Scrappy     |
| 3       | "Get Some Crunk in Yo System" | Lil Scrappy, Pastor Troy & Trillville |
| 4       | "Goodbye"                     | Lil Scrappy                           |
| 5       | "Weakest Link"                | Lil Scrappy                           |
| 6       | "Bathroom"                    | Lil Scrappy                           |
| 7       | "Bitch Niggaz"                | Lil Scrappy                           |
| 8       | "Dookie Love"                 | Lil Scrappy                           |
| 9       | "Some Cut"                    | Lil Scrappy                           |
| 10      | "The Hood"                    | Lil Jon, Lil Scrappy & Trillville     |

### Bonus Track
| Traccia | Titolo | Partecipanti           |
| ------- | ------ | ---------------------- |
| 1       | "Gone" | Lil Scrappy & Bo Hagon |